# Per-Erik Fürst
Per-Erik Fürst, född 12 juli 1913 i Göteborgs Vasa församling, död 23 februari 1973 i Västerleds församling, Stockholm, var en svensk jurist.
Per-Erik Fürst blev juris kandidat vid Uppsala universitet 1935, genomförde tingstjänstgöring 1935–1939, blev fiskal i Svea hovrätt 1939 och assessor 1947. Han var sakkunnig i Jordbruksdepartementet 1950–1955 och hade flera uppdrag i statliga utredningar, bland annat som sekreterare i 1950 års jordbrukskasseutredning. Fürst utnämndes till hovrättsråd 1956 och till hovrättslagman 1968. Han var lagman i Stockholms tingsrätt 1972–1973.